# Desmomyia therevifromis
Desmomyia therevifromis är en tvåvingeart som beskrevs av Enrico Adelelmo Brunetti 1912. Desmomyia therevifromis ingår i släktet Desmomyia och familjen snäppflugor. Inga underarter finns listade i Catalogue of Life.